# A Cheers epizódjainak listája
Ez a cikk a Cheers című sorozat epizódjait listázza.

## Évados áttekintés
| Évad | Évad | Epizódok | Eredeti sugárzás     | Eredeti sugárzás  | Eredeti adó |
| Évad | Évad | Epizódok | Évadpremier          | Évadfinálé        | Eredeti adó |
| ---- | ---- | -------- | -------------------- | ----------------- | ----------- |
|      | 1    | 22       | 1982. szeptember 30. | 1983. március 31. | NBC         |
|      | 2    | 22       | 1983. szeptember 29. | 1984. május 10.   | NBC         |
|      | 3    | 25       | 1984. szeptember 27. | 1985. május 9.    | NBC         |
|      | 4    | 26       | 1985. szeptember 26. | 1986. május 15.   | NBC         |
|      | 5    | 26       | 1986. szeptember 25. | 1987. május 7.    | NBC         |
|      | 6    | 25       | 1987. szeptember 24. | 1988. május 5.    | NBC         |
|      | 7    | 22       | 1988. október 27.    | 1989. május 4.    | NBC         |
|      | 8    | 26       | 1989. szeptember 21. | 1990. május 3.    | NBC         |
|      | 9    | 25       | 1990. szeptember 20. | 1991. május 2.    | NBC         |
|      | 10   | 26       | 1991. szeptember 19. | 1992. május 14.   | NBC         |
|      | 11   | 28       | 1992. szeptember 24. | 1993. május 20.   | NBC         |

## 1. évad (1982–1983)
| Sor. | Év. | Cím                                                                | Rendező       | Író                         | Premier                               | Nézettség    |
| ---- | --- | ------------------------------------------------------------------ | ------------- | --------------------------- | ------------------------------------- | ------------ |
| 1.   | 1.  | Hívj fel néha (Give Me a Ring Sometime)                            | James Burrows | Glen Charles és Les Charles | 1982. szeptember 30. 1999. október 9. | 9,60 millió  |
| 2.   | 2.  | Sam és a nők (Sam's Women)                                         | James Burrows | Earl Pomerantz              | 1982. október 7. 1999. október 10.    | 14,70 millió |
| 3.   | 3.  | A tortelli tortúra (The Tortelli Tort)                             | James Burrows | Tom Reeder                  | 1982. október 14. 1999. október 16.   | 11,10 millió |
| 4.   | 4.  | A híres sportoló (Sam at Eleven)                                   | James Burrows | Glen Charles és Les Charles | 1982. október 21. 1999. október 17.   | 11,10 millió |
| 5.   | 5.  | Ernie lánya (Coach's Daughter)                                     | James Burrows | Ken Estin                   | 1982. október 28.                     | 11,00 millió |
| 6.   | 6.  | Diane barátnője (Any Friend of Diane's)                            | James Burrows | Ken Levine és David Isaacs  | 1982. november 4.                     | 12,40 millió |
| 7.   | 7.  | Barátaim, rómaik, könyvelők (Friends, Romans, Accountants)         | James Burrows | Ken Levine és David Isaacs  | 1982. november 11.                    | 13,60 millió |
| 8.   | 8.  | Fegyverszünet (Truce or Consequences)                              | James Burrows | Ken Levine és David Isaacs  | 1982. november 18.                    | 11,90 millió |
| 9.   | 9.  | A Mester ismét akcióban (Coach Returns to Action)                  | James Burrows | Earl Pomerantz              | 1982. november 25.                    | 10,00 millió |
| 10.  | 10. | A szerencse kupak (Endless Slumper)                                | James Burrows | Sam Simon                   | 1982. december 2.                     | 12,70 millió |
| 11.  | 11. | Mi kerül a könyvbe? (One for the Book)                             | James Burrows | Katherine Green             | 1982. december 9.                     | 12,40 millió |
| 12.  | 12. | A kém, aki beugrott egy sörre (The Spy Who Came In for a Cold One) | James Burrows | David Lloyd                 | 1982. december 16.                    | 12,10 millió |
| 13.  | 13. | A reklámember (Now Pitching, Sam Malone)                           | James Burrows | Ken Levine és David Isaacs  | 1983. január 6.                       | 14,80 millió |
| 14.  | 14. | Háziállatok (Let Me Count the Ways)                                | James Burrows | Heide Perlman               | 1983. január 13.                      | 12,90 millió |
| 15.  | 15. | Az apa tudja meg utoljára (Father Knows Last)                      | James Burrows | Heide Perlman               | 1983. január 20.                      | 14,90 millió |
| 16.  | 16. | Fiúk a bárban (The Boys in the Bar)                                | James Burrows | Ken Levine és David Isaacs  | 1983. január 27.                      | 14,90 millió |
| 17.  | 17. | Diane tökéletes randevúja (Diane's Perfect Date)                   | James Burrows | David Lloyd                 | 1983. február 10.                     | 13,30 millió |
| 18.  | 18. | A Bostoni pincérnő választás (No Contest)                          | James Burrows | Heide Perlman               | 1983. február 17.                     | 15,90 millió |
| 19.  | 19. | Egyik kopó, másik eb (Pick a Con... Any Con)                       | James Burrows | David Angell                | 1983. február 24.                     | 13,10 millió |
| 20.  | 20. | Valaki magányos, valaki szomorú (Someone Single, Someone Blue)     | James Burrows | David Angell                | 1983. március 3.                      | 14,70 millió |
| 21.  | 21. | Derek, 1. rész (Showdown, Part 1)                                  | James Burrows | Glen Charles és Les Charles | 1983. március 24.                     | 13,60 millió |
| 22.  | 22. | Derek, 2. rész (Showdown, Part 2)                                  | James Burrows | Glen Charles és Les Charles | 1983. március 31.                     | 14,70 millió |

## 2. évad (1983–1984)
| Sor. | Év. | Cím                                                         | Rendező       | Író                         | Premier              | Nézettség    |
| ---- | --- | ----------------------------------------------------------- | ------------- | --------------------------- | -------------------- | ------------ |
| 23.  | 1.  | Erő játék (Power Play)                                      | James Burrows | Glen Charles és Les Charles | 1983. szeptember 29. | 18,40 millió |
| 24.  | 2.  | Carla húga (Little Sister Don't Cha)                        | James Burrows | Heide Perlman               | 1983. október 13.    | 18,60 millió |
| 25.  | 3.  | Magánügy (Personal Business)                                | James Burrows | Tom Reeder                  | 1983. október 20.    | 17,40 millió |
| 26.  | 4.  | A gyilkos színész (Homicidal Ham)                           | James Burrows | David Lloyd                 | 1983. október 27.    | 18,00 millió |
| 27.  | 5.  | Sumner visszatér (Sumner's Return)                          | James Burrows | Michael J. Weithorn         | 1983. november 3.    | 15,30 millió |
| 28.  | 6.  | Szívügyek (Affairs of the Heart)                            | James Burrows | Heide Perlman               | 1983. november 10.   | 18,10 millió |
| 29.  | 7.  | A régi tűz (Old Flames)                                     | James Burrows | David Angell                | 1983. november 17.   | 17,20 millió |
| 30.  | 8.  | Mester, az edző (Manager Coach)                             | James Burrows | Earl Pomerantz              | 1983. november 24.   | 14,20 millió |
| 31.  | 9.  | Mayday-nek hívtak (They Called Me Mayday)                   | James Burrows | David Angell                | 1983. december 1.    | 16,90 millió |
| 32.  | 10. | Mennyire szeret? (How Do I Love Thee, Let Me Call You Back) | James Burrows | Earl Pomerantz              | 1983. december 8.    | 16,40 millió |
| 33.  | 11. | Három barát (Just Three Friends)                            | James Burrows | David Lloyd                 | 1983. december 15.   | 16,00 millió |
| 34.  | 12. | A végrendelet (Where There's a Will...)                     | James Burrows | Nick Arnold                 | 1983. december 22.   | 18,30 millió |
| 35.  | 13. | Az esküvő (Battle of the Exes)                              | James Burrows | Ken Estin és Sam Simon      | 1984. január 5.      | 19,60 millió |
| 36.  | 14. | Elkönyvelve (No Help Wanted)                                | James Burrows | Max Tash                    | 1984. január 12.     | 17,30 millió |
| 37.  | 15. | Páratlan páros (And Coachie Makes Three)                    | James Burrows | Heide Perlman               | 1984. január 19.     | 18,50 millió |
| 38.  | 16. | Cliff's Rocky Moment                                        | James Burrows | David Lloyd                 | 1984. január 26.     | 19,30 millió |
| 39.  | 17. | Fortune and Men's Weight                                    | James Burrows | Heide Perlman               | 1984. február 2.     | 13,10 millió |
| 40.  | 18. | A sítúra (Snow Job)                                         | James Burrows | David Angell                | 1984. február 9.     | 17,10 millió |
| 41.  | 19. | Egy régi titok (Coach Buries a Grudge)                      | James Burrows | David Lloyd                 | 1984. február 16.    | 14,60 millió |
| 42.  | 20. | Norman hódítása (Norman's Conquest)                         | James Burrows | Lissa Levin                 | 1984. február 23.    | 17,20 millió |
| 43.  | 21. | A kép, 1. rész (I'll Be Seeing You, Part 1)                 | James Burrows | Glen Charles és Les Charles | 1984. május 3.       | 13,90 millió |
| 44.  | 22. | A kép, 2. rész (I'll Be Seeing You, Part 2)                 | James Burrows | Glen Charles és Les Charles | 1984. május 10.      | 13,60 millió |

## 3. évad (1984–1985)
| Sor. | Év. | Cím                                                                | Rendező       | Író                         | Premier              | Nézettség    |
| ---- | --- | ------------------------------------------------------------------ | ------------- | --------------------------- | -------------------- | ------------ |
| 45.  | 1.  | Ne játszd el újra, Sam, 1. rész (Rebound, Part 1)                  | James Burrows | Glen Charles és Les Charles | 1984. szeptember 27. | 20,70 millió |
| 46.  | 2.  | Ne játszd el újra, Sam, 2. rész (Rebound, Part 2)                  | James Burrows | Glen Charles és Les Charles | 1984. október 4.     | 19,50 millió |
| 47.  | 3.  | Mondd ki a nevemet! (I Call Your Name)                             | James Burrows | Peter Casey és David Lee    | 1984. október 18.    | 18,60 millió |
| 48.  | 4.  | A mesék valóra válhatnak (Fairy Tales Can Come True)               | James Burrows | Sam Simon                   | 1984. október 25.    | 19,80 millió |
| 49.  | 5.  | Egy golyóval több (Sam Turns the Other Cheek)                      | James Burrows | David Lloyd                 | 1984. november 1.    | 17,80 millió |
| 50.  | 6.  | Mester és a szerelem, 1. rész (Coach in Love, Part 1)              | James Burrows | David Angell                | 1984. november 8.    | 16,70 millió |
| 51.  | 7.  | Mester és a szerelem, 2. rész (Coach in Love, Part 2)              | James Burrows | David Angell                | 1984. november 15.   | 19,20 millió |
| 52.  | 8.  | A nagy találkozás (Diane Meets Mom)                                | James Burrows | David Lloyd                 | 1984. november 22.   | 14,40 millió |
| 53.  | 9.  | Egy amerikai család (An American Family)                           | James Burrows | Heide Perlman               | 1984. november 29.   | 20,50 millió |
| 54.  | 10. | Diane allergiája (Diane's Allergy)                                 | James Burrows | David Lloyd                 | 1984. december 6.    | 20,00 millió |
| 55.  | 11. | Peterson Crusoe (Peterson Crusoe)                                  | James Burrows | David Angell                | 1984. december 13.   | 18,80 millió |
| 56.  | 12. | A régi dili (A Ditch in Time)                                      | James Burrows | Ken Estin                   | 1984. december 20.   | 17,40 millió |
| 57.  | 13. | Detektívregény (Whodunit?)                                         | James Burrows | Tom Reeder                  | 1985. január 3.      | 18,40 millió |
| 58.  | 14. | Magányos szalonkavadász a szív (The Heart Is a Lonely Snipehunter) | James Burrows | Heide Perlman               | 1985. január 10.     | 19,90 millió |
| 59.  | 15. | A pálya királya (King of the Hill)                                 | James Burrows | Elliot Shoenman             | 1985. január 24.     | 18,70 millió |
| 60.  | 16. | A tanár kedvence (Teacher's Pet)                                   | James Burrows | Tom Reeder                  | 1985. január 31.     | 20,60 millió |
| 61.  | 17. | Postás a pácban (The Mail Goes to Jail)                            | James Burrows | David Lloyd                 | 1985. február 7.     | 18,20 millió |
| 62.  | 18. | Trónkövetelők (Bar Bet)                                            | James Burrows | Jim Parker                  | 1985. február 14.    | 21,30 millió |
| 63.  | 19. | Az újságírónő (Behind Every Great Man)                             | James Burrows | Ken Levine és David Isaacs  | 1985. február 21.    | 22,30 millió |
| 64.  | 20. | Sose hagynálak el (If Ever I Would Leave You)                      | James Burrows | Ken Levine és David Isaacs  | 1985. február 28.    | 19,90 millió |
| 65.  | 21. | Akasztják a hóhért (The Executive's Executioner)                   | James Burrows | Heide Perlman               | 1985. március 7.     | 22,90 millió |
| 66.  | 22. | Cheerio, Cheers (Cheerio, Cheers)                                  | James Burrows | Sam Simon                   | 1985. április 11.    | 20,60 millió |
| 67.  | 23. | A pincérnő meg a lánya (The Bartender's Tale)                      | James Burrows | Sam Simon                   | 1985. április 18.    | 20,10 millió |
| 68.  | 24. | Clete's harangjai (The Belles of St. Clete's)                      | James Burrows | Ken Estin                   | 1985. május 2.       | 19,70 millió |
| 69.  | 25. | Ments meg! (Rescue Me)                                             | James Burrows | Ken Estin                   | 1985. május 9.       | 17,90 millió |

## 4. évad (1985–1986)
| Sor. | Év. | Cím                                                             | Rendező       | Író                               | Premier              | Nézettség    |
| ---- | --- | --------------------------------------------------------------- | ------------- | --------------------------------- | -------------------- | ------------ |
| 70.  | 1.  | Születés, halál, szerelem és rizs (Birth, Death, Love and Rice) | James Burrows | Heide Perlman                     | 1985. szeptember 26. | 26,00 millió |
| 71.  | 2.  | Woody vágyai (Woody Goes Belly Up)                              | James Burrows | Heide Perlman                     | 1985. október 3.     | 23,40 millió |
| 72.  | 3.  | Egy nap eljön a hercegem (Someday My Prince Will Come)          | James Burrows | Tom Seeley és Norm Gunzenhauser   | 1985. október 17.    | 23,50 millió |
| 73.  | 4.  | A pelenkás vőlegény (The Groom Wore Clearasil)                  | James Burrows | Peter Casey és David Lee          | 1985. október 24.    | 20,90 millió |
| 74.  | 5.  | Diane rémálma (Diane's Nightmare)                               | James Burrows | David Lloyd                       | 1985. október 31.    | 24,10 millió |
| 75.  | 6.  | Kölcsön könyv visszajár (I Will Gladly Pay You Tuesday)         | James Burrows | Cheri Eichen és Bill Steinkellner | 1985. november 7.    | 21,10 millió |
| 76.  | 7.  | Túl szép, hogy igaz legyen (2 Good to Be 4 Real)                | James Burrows | Peter Casey és David Lee          | 1985. november 14.   | 24,70 millió |
| 77.  | 8.  | Szeresd a szomszédod (Love Thy Neighbor)                        | James Burrows | David Angell                      | 1985. november 21.   | 21,90 millió |
| 78.  | 9.  | A sörtől az örökké valóságig (From Beer to Eternity)            | James Burrows | Peter Casey és David Lee          | 1985. november 28.   | 21,60 millió |
| 79.  | 10. | A bár király (The Barstoolie)                                   | James Burrows | Andy Cowan és David S. Williger   | 1985. december 5.    | 24,40 millió |
| 80.  | 11. | Don Juan pokoli élete (Don Juan Is Hell)                        | James Burrows | Phoef Sutton                      | 1985. december 12.   | 24,00 millió |
| 81.  | 12. | A bolondok pénze (Fools and Their Money)                        | James Burrows | Heide Perlman                     | 1985. december 19.   | 23,10 millió |
| 82.  | 13. | Vegyék meg a mezem, kérem (Take My Shirt... Please)             | James Burrows | David Lloyd                       | 1986. január 9.      | 24,30 millió |
| 83.  | 14. | Gyanakvás (Suspicion)                                           | James Burrows | Tom Reeder                        | 1986. január 16.     | 25,40 millió |
| 84.  | 15. | Szerelmi háromszög (The Triangle)                               | James Burrows | Susan Seeger                      | 1986. január 23.     | 24,00 millió |
| 85.  | 16. | Cliffie nagy dobása (Cliffie's Big Score)                       | James Burrows | Heide Perlman                     | 1986. január 30.     | 23,80 millió |
| 86.  | 17. | Second Time Around                                              | James Burrows | Cheri Eichen és Bill Steinkellner | 1986. február 6.     | 24,70 millió |
| 87.  | 18. | A Petersen elv (The Peterson Principle)                         | James Burrows | Peter Casey és David Lee          | 1986. február 13.    | 23,90 millió |
| 88.  | 19. | Az idő vasfoga (Dark Imaginings)                                | James Burrows | David Angell                      | 1986. február 20.    | 23,40 millió |
| 89.  | 20. | Az utolsó tánc (Save the Last Dance for Me)                     | James Burrows | Heide Perlman                     | 1986. február 27.    | 26,00 millió |
| 90.  | 21. | A szó elszáll (Fear Is My Co-Pilot)                             | James Burrows | Cheri Eichen és Bill Steinkellner | 1986. március 13.    | 23,50 millió |
| 91.  | 22. | Diane Chambers nap (Diane Chambers Day)                         | James Burrows | Kimberly Hill                     | 1986. március 20.    | 26,20 millió |
| 92.  | 23. | Az új csapos (Relief Bartender)                                 | James Burrows | Miriam Trogdon                    | 1986. március 27.    | 22,30 millió |
| 93.  | 24. | Párválasztás, 1. rész (Strange Bedfellows, Part 1)              | James Burrows | David Angell                      | 1986. május 1.       | 23,90 millió |
| 94.  | 25. | Párválasztás, 2. rész (Strange Bedfellows, Part 2)              | James Burrows | David Angell                      | 1986. május 8.       | 22,60 millió |
| 95.  | 26. | Párválasztás, 3. rész (Strange Bedfellows, Part 3)              | James Burrows | David Angell                      | 1986. május 15.      | 24,40 millió |

## 5. évad (1986–1987)
| Sor. | Év. | Cím                                                              | Rendező       | Író                               | Premier              | Nézettség    |
| ---- | --- | ---------------------------------------------------------------- | ------------- | --------------------------------- | -------------------- | ------------ |
| 96.  | 1.  | A házassági ajánlat (The Proposal)                               | James Burrows | Peter Casey és David Lee          | 1986. szeptember 25. | 30,00 millió |
| 97.  | 2.  | Randevú a hegyen (The Cape Cad)                                  | James Burrows | Andy Cowan és David S. Williger   | 1986. október 2.     | 29,70 millió |
| 98.  | 3.  | A legénybúcsú (Money Dearest)                                    | James Burrows | Janet Leahy                       | 1986. október 9.     | 26,40 millió |
| 99.  | 4.  | Tévés diagnózis (Abnormal Psychology)                            | James Burrows | Janet Leahy                       | 1986. október 16.    | 29,80 millió |
| 100. | 5.  | Kísértetház (House of Horrors with Formal Dining and Used Brick) | James Burrows | David Angell                      | 1986. október 30.    | 27,20 millió |
| 101. | 6.  | Felsült vállalkozók (Tan 'n' Wash)                               | James Burrows | Cheri Eichen és Bill Steinkellner | 1986. november 6.    | 28,80 millió |
| 102. | 7.  | A szívsebész (Young Dr. Weinstein)                               | James Burrows | Phoef Sutton                      | 1986. november 13.   | 29,80 millió |
| 103. | 8.  | A hosszú pengék lovagjai (Knights of the Scimitar)               | James Burrows | Jeff Abugov                       | 1986. november 20.   | 26,90 millió |
| 104. | 9.  | A hálaadási pulyka (Thanksgiving Orphans)                        | James Burrows | Cheri Eichen és Bill Steinkellner | 1986. november 27.   | 21,70 millió |
| 105. | 10. | Mindenki tud verset írni (Everyone Imitates Art)                 | James Burrows | Heide Perlman                     | 1986. december 4.    | 28,40 millió |
| 106. | 11. | Nehéz döntések (The Book of Samuel)                              | James Burrows | Phoef Sutton                      | 1986. december 11.   | 28,20 millió |
| 107. | 12. | Táncolj Diane, táncolj (Dance, Diane, Dance)                     | James Burrows | Jeff Abugov                       | 1986. december 18.   | 28,40 millió |
| 108. | 13. | Chambers kontra Malone (Chambers vs. Malone)                     | James Burrows | David Angell                      | 1987. január 8.      | 28,20 millió |
| 109. | 14. | Gyűrűző problémák (Diamond Sam)                                  | James Burrows | Tom Reeder                        | 1987. január 15.     | 30,30 millió |
| 110. | 15. | Spellbound                                                       | James Burrows | Kimberly Hill                     | 1987. január 22.     | 30,70 millió |
| 111. | 16. | Never Love a Goalie, Part 1                                      | James Burrows | Ken Levine és David Isaacs        | 1987. január 29.     | 30,30 millió |
| 112. | 17. | Never Love a Goalie, Part 2                                      | James Burrows | Ken Levine és David Isaacs        | 1987. február 5.     | 27,70 millió |
| 113. | 18. | One Last Fling                                                   | James Burrows | Cheri Eichen és Bill Steinkellner | 1987. február 12.    | 27,40 millió |
| 114. | 19. | Dog Bites Cliff                                                  | James Burrows | Joanne Pagliaro                   | 1987. február 18.    | 19,60 millió |
| 115. | 20. | Dinner at Eight-ish                                              | James Burrows | Phoef Sutton                      | 1987. február 26.    | 27,90 millió |
| 116. | 21. | Simon Says                                                       | James Burrows | Peter Casey és David Lee          | 1987. március 5.     | 29,60 millió |
| 117. | 22. | The Godfather, Part III                                          | James Burrows | Chris Cluess és Stuart Kreisman   | 1987. március 19.    | 26,30 millió |
| 118. | 23. | Norm's First Hurrah                                              | Thomas Lofaro | Andy Cowan és David S. Williger   | 1987. március 26.    | 27,40 millió |
| 119. | 24. | Cheers: The Motion Picture                                       | Tim Berry     | Phoef Sutton                      | 1987. április 2.     | 27,90 millió |
| 120. | 25. | A House Is Not a Home                                            | James Burrows | Phoef Sutton                      | 1987. április 30.    | 26,00 millió |
| 121. | 26. | I Do, Adieu                                                      | James Burrows | Glen Charles és Les Charles       | 1987. május 7.       | 28,40 millió |

## 6. évad (1987–1988)
| Sor. | Év. | Cím                                     | Rendező                        | Író                               | Premier              | Nézettség    |
| ---- | --- | --------------------------------------- | ------------------------------ | --------------------------------- | -------------------- | ------------ |
| 122. | 1.  | Home Is the Sailor                      | James Burrows                  | Glen Charles és Les Charles       | 1987. szeptember 24. | 28,40 millió |
| 123. | 2.  | I on Sports                             | James Burrows                  | Ken Levine és David Isaacs        | 1987. október 1.     | 26,10 millió |
| 124. | 3.  | Little Carla, Happy at Last: Part 1     | James Burrows                  | Cheri Eichen és Bill Steinkellner | 1987. október 15.    | 25,30 millió |
| 125. | 4.  | Little Carla, Happy at Last: Part 2     | James Burrows                  | Cheri Eichen és Bill Steinkellner | 1987. október 22.    | 22,80 millió |
| 126. | 5.  | The Crane Mutiny                        | James Burrows                  | David Angell                      | 1987. október 29.    | 26,80 millió |
| 127. | 6.  | Paint Your Office                       | James Burrows                  | Peter Casey és David Lee          | 1987. november 5.    | 26,00 millió |
| 128. | 7.  | The Last Angry Mailman                  | James Burrows                  | Ken Levine és David Isaacs        | 1987. november 12.   | 26,40 millió |
| 129. | 8.  | Bidding on the Boys                     | Thomas Lofaro                  | David Lloyd                       | 1987. november 19.   | 26,40 millió |
| 130. | 9.  | Pudd'n Head Boyd                        | James Burrows                  | Cheri Eichen és Bill Steinkellner | 1987. november 26.   | 19,50 millió |
| 131. | 10. | A Kiss Is Still a Kiss                  | James Burrows                  | David Lloyd                       | 1987. december 3.    | 23,50 millió |
| 132. | 11. | My Fair Clavin                          | James Burrows                  | Phoef Sutton                      | 1987. december 10.   | 23,10 millió |
| 133. | 12. | Christmas Cheers                        | James Burrows és Thomas Lofaro | Cheri Eichen és Bill Steinkellner | 1987. december 17.   | 25,50 millió |
| 134. | 13. | Woody for Hire Meets Norman of the Apes | Tim Berry                      | Phoef Sutton                      | 1988. január 7.      | 28,10 millió |
| 135. | 14. | And God Created Woodman                 | John Ratzenberger              | Jeffrey Duteil                    | 1988. január 14.     | 27,90 millió |
| 136. | 15. | Tale of Two Cuties                      | Michael Zinberg                | Cheri Eichen és Bill Steinkellner | 1988. január 21.     | 26,90 millió |
| 137. | 16. | Yacht of Fools                          | Thomas Lofaro                  | Phoef Sutton                      | 1988. február 4.     | 24,90 millió |
| 138. | 17. | To All the Girls I've Loved Before      | James Burrows                  | Ken Levine és David Isaacs        | 1988. február 11.    | 24,70 millió |
| 139. | 18. | Let Sleeping Drakes Lie                 | James Burrows                  | David Lloyd                       | 1988. február 18.    | 19,40 millió |
| 140. | 19. | Airport V                               | George Wendt                   | Ken Levine és David Isaacs        | 1988. február 25.    | 20,40 millió |
| 141. | 20. | The Sam in the Gray Flannel Suit        | Tim Berry                      | Cheri Eichen és Bill Steinkellner | 1988. március 3.     | 25,90 millió |
| 142. | 21. | Our Hourly Bread                        | Andy Ackerman                  | Sue Herring                       | 1988. március 10.    | 24,90 millió |
| 143. | 22. | Slumber Party Massacred                 | James Burrows                  | Phoef Sutton                      | 1988. március 24.    | 25,10 millió |
| 144. | 23. | Bar Wars                                | James Burrows                  | Ken Levine és David Isaacs        | 1988. március 31.    | 23,20 millió |
| 145. | 24. | The Big Kiss-Off                        | James Burrows                  | Ken Levine és David Isaacs        | 1988. április 28.    | 23,60 millió |
| 146. | 25. | Backseat Becky, Up Front                | James Burrows                  | Cheri Eichen és Bill Steinkellner | 1988. május 5.       | 22,80 millió |

## 7. évad (1988–1989)
| Sor. | Év. | Cím                                        | Rendező       | Író                                        | Premier            | Nézettség    |
| ---- | --- | ------------------------------------------ | ------------- | ------------------------------------------ | ------------------ | ------------ |
| 147. | 1.  | How to Recede in Business                  | James Burrows | David Angell                               | 1988. október 27.  | 35,30 millió |
| 148. | 2.  | Swear to God                               | James Burrows | Tom Reeder                                 | 1988. november 3.  | 31,20 millió |
| 149. | 3.  | Executive Sweet: Part 1                    | James Burrows | Phoef Sutton                               | 1988. november 10. | 36,50 millió |
| 150. | 4.  | One Happy Chappy in a Snappy Serap: Part 2 | James Burrows | Cheri Eichen és Bill Steinkellner          | 1988. november 17. | 31,40 millió |
| 151. | 5.  | Those Lips, Those Ice                      | James Burrows | Peter Casey és David Lee                   | 1988. november 24. | 30,00 millió |
| 152. | 6.  | Norm, Is That You?                         | James Burrows | Cheri Eichen és Bill Steinkellner          | 1988. december 8.  | 36,40 millió |
| 153. | 7.  | How to Win Friends and Electrocute People  | James Burrows | Phoef Sutton                               | 1988. december 15. | 35,60 millió |
| 154. | 8.  | Jumping Jerks                              | James Burrows | Ken Levine és David Isaacs                 | 1988. december 22. | 31,30 millió |
| 155. | 9.  | Send in the Crane                          | James Burrows | David Lloyd                                | 1989. január 5.    | 37,90 millió |
| 156. | 10. | Bar Wars II: The Woodman Strikes Back      | James Burrows | Ken Levine és David Isaacs                 | 1989. január 12.   | 39,20 millió |
| 157. | 11. | Adventures in Housesitting                 | James Burrows | Patricia Niedzialek és Cecile Alch         | 1989. január 19.   | 35,40 millió |
| 158. | 12. | Please Mr. Postman                         | James Burrows | Brian Pollack és Mert Rich                 | 1989. február 2.   | 38,30 millió |
| 159. | 13. | Golden Boyd                                | James Burrows | Cheri Eichen és Bill Steinkellner          | 1989. február 6.   | 25,70 millió |
| 160. | 14. | I Kid You Not                              | James Burrows | Történet: Rick Beren Tévéjáték: Rod Burton | 1989. február 16.  | 35,10 millió |
| 161. | 15. | Don't Paint Your Chickens                  | James Burrows | Ken Levine és David Isaacs                 | 1989. február 23.  | 35,10 millió |
| 162. | 16. | The Cranemakers                            | Andy Ackerman | Phoef Sutton                               | 1989. március 2.   | 35,90 millió |
| 163. | 17. | Hot Rocks                                  | James Burrows | Ken Levine és David Isaacs                 | 1989. március 16.  | 33,50 millió |
| 164. | 18. | What's Up, Doc?                            | James Burrows | Brian Pollack és Mert Rich                 | 1989. március 30.  | 36,80 millió |
| 165. | 19. | The Gift of the Woodi                      | James Burrows | Phoef Sutton                               | 1989. április 6.   | 32,20 millió |
| 166. | 20. | Call Me Irresponsible                      | James Burrows | Dan O'Shannon és Tom Anderson              | 1989. április 13.  | 32,60 millió |
| 167. | 21. | Sisterly Love                              | James Burrows | David Lloyd                                | 1989. április 27.  | 30,00 millió |
| 168. | 22. | The Visiting Lecher                        | James Burrows | David Lloyd                                | 1989. május 4.     | 30,50 millió |

## 8. évad (1989–1990)
| Sor. | Év. | Cím                                  | Rendező       | Író                                                                                     | Premier              | Nézettség    |
| ---- | --- | ------------------------------------ | ------------- | --------------------------------------------------------------------------------------- | -------------------- | ------------ |
| 169. | 1.  | The Improbable Dream, Part 1         | James Burrows | Cheri Eichen és Bill Steinkellner                                                       | 1989. szeptember 21. | 36,40 millió |
| 170. | 2.  | The Improbable Dream, Part 2         | James Burrows | Cheri Eichen és Bill Steinkellner                                                       | 1989. szeptember 28. | 36,10 millió |
| 171. | 3.  | A Bar Is Born                        | James Burrows | Phoef Sutton                                                                            | 1989. október 12.    | 33,60 millió |
| 172. | 4.  | How to Marry a Mailman               | James Burrows | Brian Pollack és Mert Rich                                                              | 1989. október 19.    | 37,20 millió |
| 173. | 5.  | The Two Faces of Norm                | Andy Ackerman | Eugene B. Stein                                                                         | 1989. október 26.    | 35,70 millió |
| 174. | 6.  | The Stork Brings a Crane             | Andy Ackerman | David Lloyd                                                                             | 1989. november 2.    | 37,60 millió |
| 175. | 7.  | Death Takes a Holiday on Ice         | James Burrows | Ken Levine és David Isaacs                                                              | 1989. november 9.    | 36,20 millió |
| 176. | 8.  | For Real Men Only                    | James Burrows | David Pollock és Elias Davis                                                            | 1989. november 16.   | 36,10 millió |
| 177. | 9.  | Two Girls for Every Boyd             | James Burrows | Dan O'Shannon és Tom Anderson                                                           | 1989. november 23.   | 28,40 millió |
| 178. | 10. | The Art of the Steal                 | James Burrows | Sue Herring                                                                             | 1989. november 30.   | 37,10 millió |
| 179. | 11. | Feeble Attraction                    | Andy Ackerman | Dan O'Shannon és Tom Anderson                                                           | 1989. december 7.    | 36,20 millió |
| 180. | 12. | Sam Ahoy                             | James Burrows | David Lloyd                                                                             | 1989. december 14.   | 33,30 millió |
| 181. | 13. | Sammy and the Professor              | James Burrows | Brian Pollack és Mert Rich                                                              | 1990. január 4.      | 35,80 millió |
| 182. | 14. | What Is... Cliff Clavin?             | Andy Ackerman | Dan O'Shannon és Tom Anderson                                                           | 1990. január 18.     | 37,70 millió |
| 183. | 15. | Finally! Part 1                      | James Burrows | Ken Levine és David Isaacs                                                              | 1990. január 25.     | 37,90 millió |
| 184. | 16. | Finally! Part 2                      | James Burrows | Ken Levine és David Isaacs                                                              | 1990. február 1.     | 33,40 millió |
| 185. | 17. | Woody or Won't He                    | Andy Ackerman | Brian Pollack és Mert Rich                                                              | 1990. február 8.     | 34,50 millió |
| 186. | 18. | Severe Crane Damage                  | Andy Ackerman | Dan O'Shannon és Tom Anderson                                                           | 1990. február 15.    | 35,20 millió |
| 187. | 19. | Indoor Fun with Sammy and Robby      | Andy Ackerman | Phoef Sutton                                                                            | 1990. február 22.    | 35,80 millió |
| 188. | 20. | 50–50 Carla                          | James Burrows | David Lloyd                                                                             | 1990. március 8.     | 34,40 millió |
| 189. | 21. | Bar Wars III: The Return of Tecumseh | James Burrows | Ken Levine és David Isaacs                                                              | 1990. március 15.    | 32,60 millió |
| 190. | 22. | Loverboyd                            | James Burrows | Brian Pollack és Mert Rich                                                              | 1990. március 29.    | 35,50 millió |
| 191. | 23. | The Ghost and Mrs. Lebec             | James Burrows | Dan Staley és Rob Long                                                                  | 1990. április 12.    | 30,10 millió |
| 192. | 24. | Mr. Otis Regrets                     | Andy Ackerman | Ken Levine és David Isaacs                                                              | 1990. április 19.    | 32,90 millió |
| 193. | 25. | Cry Hard, Part 1                     | James Burrows | Dan O'Shannon és Tom Anderson                                                           | 1990. április 26.    | 31,80 millió |
| 194. | 26. | Cry Hard, Part 2                     | James Burrows | Történet: Bill Steinkellner Tévéjáték: Cheri Eichen & Bill Steinkellner és Phoef Sutton | 1990. május 3.       | 30,80 millió |

## 9. évad (1990–1991)
| Sor. | Év. | Cím                                                      | Rendező       | Író                                                                                     | Premier              | Nézettség    |
| ---- | --- | -------------------------------------------------------- | ------------- | --------------------------------------------------------------------------------------- | -------------------- | ------------ |
| 195. | 1.  | Love Is a Really, Really, Perfectly Okay Thing           | James Burrows | Phoef Sutton                                                                            | 1990. szeptember 20. | 32,90 millió |
| 196. | 2.  | Bar Wars IV: Cheers Fouls Out                            | James Burrows | Larry Balmagia                                                                          | 1990. szeptember 27. | 28,40 millió |
| 197. | 3.  | Rebecca Redux                                            | James Burrows | Történet: Bill Steinkellner Tévéjáték: Phoef Sutton & Bill Steinkellner és Cheri Eichen | 1990. október 4.     | 30,40 millió |
| 198. | 4.  | Where Nobody Knows Your Name                             | Andy Ackerman | Dan O'Shannon és Tom Anderson                                                           | 1990. október 11.    | 32,90 millió |
| 199. | 5.  | Ma Always Liked You Best                                 | Andy Ackerman | Dan O'Shannon és Tom Anderson                                                           | 1990. október 18.    | 31,70 millió |
| 200. | 6.  | Grease                                                   | James Burrows | Brian Pollack és Mert Rich                                                              | 1990. október 25.    | 29,90 millió |
| 201. | 7.  | Breaking in Is Hard to Do                                | Andy Ackerman | Ken Levine és David Isaacs                                                              | 1990. november 1.    | 33,20 millió |
| 202. | 8.  | Bad Neighbor Sam                                         | James Burrows | Cheri Eichen és Bill Steinkellner                                                       | 1990. november 15.   | 34,10 millió |
| 203. | 9.  | Veggie-Boyd                                              | James Burrows | Dan Staley és Rob Long                                                                  | 1990. november 22.   | 29,10 millió |
| 204. | 10. | Norm and Cliff's Excellent Adventure                     | James Burrows | Ken Levine és David Isaacs                                                              | 1990. december 6.    | 32,70 millió |
| 205. | 11. | Woody Interruptus                                        | James Burrows | Dan Staley és Rob Long                                                                  | 1990. december 13.   | 33,80 millió |
| 206. | 12. | Honor Thy Mother                                         | James Burrows | Brian Pollack és Mert Rich                                                              | 1991. január 3.      | 38,60 millió |
| 207. | 13. | Achilles Hill                                            | Andy Ackerman | Ken Levine és David Isaacs                                                              | 1991. január 10.     | 36,30 millió |
| 208. | 14. | The Days of Wine and Neuroses                            | James Burrows | Brian Pollack és Mert Rich                                                              | 1991. január 24.     | 32,30 millió |
| 209. | 15. | Wedding Bell Blues                                       | James Burrows | Dan O'Shannon és Tom Anderson                                                           | 1991. január 31.     | 32,70 millió |
| 210. | 16. | I'm Getting My Act Together and Sticking It in Your Face | Andy Ackerman | Dan Staley és Rob Long                                                                  | 1991. február 7.     | 31,50 millió |
| 211. | 17. | Sam Time Next Year                                       | James Burrows | Larry Balmagia                                                                          | 1991. február 14.    | 31,90 millió |
| 212. | 18. | Crash of the Titans                                      | James Burrows | Dan Staley és Rob Long                                                                  | 1991. február 21.    | 33,30 millió |
| 213. | 19. | It's a Wonderful Wife                                    | James Burrows | Sue Herring                                                                             | 1991. február 28.    | 35,90 millió |
| 214. | 20. | Cheers Has Chili                                         | Andy Ackerman | Cheri Eichen & Bill Steinkellner és Phoef Sutton                                        | 1991. március 14.    | 30,30 millió |
| 215. | 21. | Carla Loves Clavin                                       | James Burrows | Dan Staley és Rob Long                                                                  | 1991. március 21.    | 28,80 millió |
| 216. | 22. | Pitch It Again, Sam                                      | James Burrows | Dan O'Shannon és Tom Anderson                                                           | 1991. március 28.    | 30,80 millió |
| 217. | 23. | Rat Girl                                                 | James Burrows | Ken Levine és David Isaacs                                                              | 1991. április 4.     | 33,40 millió |
| 218. | 24. | Home Malone                                              | Andy Ackerman | Dan O'Shannon és Tom Anderson                                                           | 1991. április 25.    | 27,70 millió |
| 219. | 25. | Uncle Sam Wants You                                      | James Burrows | Dan Staley és Rob Long                                                                  | 1991. május 2.       | 31,30 millió |

## 10. évad (1991–1992)
| Sor. | Év. | Cím                                         | Rendező           | Író                               | Premier              | Nézettség    |
| ---- | --- | ------------------------------------------- | ----------------- | --------------------------------- | -------------------- | ------------ |
| 220. | 1.  | Baby Balk                                   | James Burrows     | Dan O'Shannon és Tom Anderson     | 1991. szeptember 19. | 31,40 millió |
| 221. | 2.  | Get Your Kicks on Route 666                 | James Burrows     | Dan O'Shannon és Tom Anderson     | 1991. szeptember 26. | 30,30 millió |
| 222. | 3.  | Madame LaCarla                              | Tom Moore         | Phoef Sutton                      | 1991. október 3.     | 29,60 millió |
| 223. | 4.  | The Norm Who Came to Dinner                 | Tom Moore         | Dan O'Shannon és Tom Anderson     | 1991. október 10.    | 27,80 millió |
| 224. | 5.  | Ma's Little Maggie                          | James Burrows     | Tracy Newman és Jonathan Stark    | 1991. október 17.    | 24,50 millió |
| 225. | 6.  | Unplanned Parenthood                        | James Burrows     | Dan Staley és Rob Long            | 1991. október 24.    | 25,30 millió |
| 226. | 7.  | Bar Wars V: The Final Judgment              | James Burrows     | Ken Levine és David Isaacs        | 1991. október 31.    | 28,20 millió |
| 227. | 8.  | Where Have All the Floorboards Gone?        | James Burrows     | Ken Levine és David Isaacs        | 1991. november 7.    | 29,30 millió |
| 228. | 9.  | Head Over Hill                              | John Ratzenberger | Dan Staley és Rob Long            | 1991. november 14.   | 27,80 millió |
| 229. | 10. | A Fine French Whine                         | James Burrows     | Dan Staley és Rob Long            | 1991. november 21.   | 29,20 millió |
| 230. | 11. | I'm Okay, You're Defective                  | James Burrows     | Dan Staley és Rob Long            | 1991. december 5.    | 27,30 millió |
| 231. | 12. | Go Make                                     | James Burrows     | Phoef Sutton                      | 1991. december 12.   | 27,50 millió |
| 232. | 13. | Don't Shoot...I'm Only the Psychiatrist     | James Burrows     | Kathy Ann Stumpe                  | 1992. január 2.      | 30,00 millió |
| 233. | 14. | No Rest for the Woody                       | James Burrows     | Tracy Newman és Jonathan Stark    | 1992. január 9.      | 24,60 millió |
| 234. | 15. | My Son, the Father                          | James Burrows     | Dan Staley és Rob Long            | 1992. január 16.     | 26,70 millió |
| 235. | 16. | One Hugs, the Other Doesn't                 | James Burrows     | Cheri Eichen és Bill Steinkellner | 1992. január 30.     | 26,40 millió |
| 236. | 17. | A Diminished Rebecca with a Suspended Cliff | James Burrows     | Dan O'Shannon és Tom Anderson     | 1992. február 6.     | 29,70 millió |
| 237. | 18. | License to Hill                             | James Burrows     | Ken Levine és David Isaacs        | 1992. február 13.    | 22,60 millió |
| 238. | 19. | Rich Man, Wood Man                          | James Burrows     | Daniel Palladino                  | 1992. február 20.    | 21,90 millió |
| 239. | 20. | Smotherly Love                              | James Burrows     | Kathy Ann Stumpe                  | 1992. február 27.    | 26,70 millió |
| 240. | 21. | Take Me Out of the Ball Game                | James Burrows     | Kathy Ann Stumpe                  | 1992. március 26.    | 23,90 millió |
| 241. | 22. | Rebecca's Lover...Not                       | James Burrows     | Tracy Newman és Jonathan Stark    | 1992. április 23.    | 22,10 millió |
| 242. | 23. | Bar Wars VI: This Time It's for Real        | Rick Beren        | Ken Levine és David Isaacs        | 1992. április 30.    | 30,50 millió |
| 243. | 24. | Heeeeere's...Cliffy!                        | James Burrows     | Ken Levine és David Isaacs        | 1992. május 7.       | 25,40 millió |
| 244. | 25. | An Old-Fashioned Wedding Part 1             | James Burrows     | David Lloyd                       | 1992. május 14.      | 32,90 millió |
| 245. | 26. | An Old-Fashioned Wedding Part 2             | James Burrows     | David Lloyd                       | 1992. május 14.      | 32,90 millió |

## 11. évad (1992–1993)
| Sor. | Év. | Cím                                                 | Rendező           | Író                                                   | Premier              | Nézettség    |
| ---- | --- | --------------------------------------------------- | ----------------- | ----------------------------------------------------- | -------------------- | ------------ |
| 246. | 1.  | The Little Match Girl                               | James Burrows     | Dan Staley és Rob Long                                | 1992. szeptember 24. | 28,70 millió |
| 247. | 2.  | The Beer Is Always Greener                          | James Burrows     | Tom Leopold                                           | 1992. október 1.     | 24,80 millió |
| 248. | 3.  | The King of Beers                                   | John Ratzenberger | Dan O'Shannon                                         | 1992. október 8.     | 23,10 millió |
| 249. | 4.  | The Magnificent Six                                 | James Burrows     | Sue Herring                                           | 1992. október 22.    | 20,60 millió |
| 250. | 5.  | Do Not Forsake Me O' My Postman                     | James Burrows     | Ken Levine és David Isaacs                            | 1992. október 29.    | 24,00 millió |
| 251. | 6.  | Teaching with the Enemy                             | James Burrows     | Tom Anderson                                          | 1992. november 5.    | 28,50 millió |
| 252. | 7.  | The Girl in the Plastic Bubble                      | James Burrows     | Dan O'Shannon                                         | 1992. november 12.   | 29,60 millió |
| 253. | 8.  | Ill-Gotten Gaines                                   | James Burrows     | Fred Graver                                           | 1992. november 19.   | 24,00 millió |
| 254. | 9.  | Feelings...Whoa, Whoa, Whoa                         | Rick Beren        | Kathy Ann Stumpe                                      | 1992. december 3.    | 22,90 millió |
| 255. | 10. | Daddy's Middle-Aged Girl                            | James Burrows     | Rebecca Parr Cioffi                                   | 1992. december 10.   | 21,40 millió |
| 256. | 11. | Love Me, Love My Car                                | James Burrows     | David Lloyd                                           | 1992. december 17.   | 23,40 millió |
| 257. | 12. | Sunday Dinner                                       | James Burrows     | Fred Graver                                           | 1993. január 7.      | 22,70 millió |
| 258. | 13. | Norm's Big Audit                                    | John Ratzenberger | Tom Leopold                                           | 1993. január 14.     | 25,90 millió |
| 259. | 14. | It's a Mad, Mad, Mad Bar                            | James Burrows     | Rebecca Parr Cioffi                                   | 1993. január 21.     | 25,40 millió |
| 260. | 15. | Loathe and Marriage                                 | James Burrows     | Ken Levine és David Isaacs                            | 1993. február 4.     | 27,10 millió |
| 261. | 16. | Is There a Doctor in the Howe?                      | James Burrows     | Kathy Ann Stumpe                                      | 1993. február 11.    | 28,40 millió |
| 262. | 17. | The Bar Manager, the Shrink, His Wife and Her Lover | James Burrows     | Kathy Ann Stumpe                                      | 1993. február 18.    | 24,70 millió |
| 263. | 18. | The Last Picture Show                               | James Burrows     | Fred Graver                                           | 1993. február 25.    | 28,00 millió |
| 264. | 19. | Bar Wars VII: The Naked Prey                        | James Burrows     | Ken Levine és David Isaacs                            | 1993. március 18.    | 27,50 millió |
| 265. | 20. | Look Before You Sleep                               | James Burrows     | Rebecca Parr Cioffi                                   | 1993. április 1.     | 26,30 millió |
| 266. | 21. | Woody Gets an Election                              | James Burrows     | Dan O'Shannon & Tom Anderson & Dan Staley és Rob Long | 1993. április 22.    | 27,60 millió |
| 267. | 22. | It's Lonely on the Top                              | James Burrows     | Heide Perlman                                         | 1993. április 29.    | 29,80 millió |
| 268. | 23. | Rebecca Gaines                                      | James Burrows     | David Lloyd                                           | 1993. május 6.       | 30,80 millió |
| 269. | 24. | Rebecca Loses                                       | James Burrows     | David Lloyd                                           | 1993. május 6.       | 30,80 millió |
| 270. | 25. | The Guy Can't Help It                               | James Burrows     | David Angell & Peter Casey és David Lee               | 1993. május 13.      | 29,50 millió |
| 271. | 26. | One for the Road Part 1                             | James Burrows     | Glen Charles és Les Charles                           | 1993. május 20.      | 80,40 millió |
| 272. | 27. | One for the Road Part 2                             | James Burrows     | Glen Charles és Les Charles                           | 1993. május 20.      | 80,40 millió |
| 273. | 28. | One for the Road Part 3                             | James Burrows     | Glen Charles és Les Charles                           | 1993. május 20.      | 80,40 millió |